# Carrer del Carme (Lleida)
Carrer del Carme és un carrer de Lleida inclòs a l'Inventari del Patrimoni Arquitectònic de Catalunya.

## Descripció
Carrer antic de la ciutat, que comença a l'encreuament amb els carrers Magdalena i Portaferrissa; quan se li creua el carrer Democràcia canvia el seu nom per carrer de Remolins, i va a parar fins a la plaça de l'Estació. Dos petits carrerons hi donen, així com el Palau de la Diputació.
Vers el darrer quart del segle xx, va ser pavimentada amb llosa verda. Està vorejada per cases velles de planta baixa i tres o quatre pisos que segueixen ben bé l'alineació del carrer.

## Història
L'any 1149 la porta de Corbins era el punt d'arribada dels provinents de la Noguera i el Pallars. Va créixer ràpidament amb menestrals i traficants. La placeta que forma l'encreuament dels carrers del Carme i Magdalena, davant el Palau de la Diputació, tingué noms distints: plaça de la Carnisseria (1163), del Pes de l'Oli (1382), de l'Hospici (1898), que és l'any que s'hi va instal·lar la Diputació. El carrer del Carme era el carrer de l'Aluderia, pels fabricants de pells fines.
Caigueren les indústries i el 1716, la població era de pagesos. La Parròquia de la Mare de Déu del Carme dona nom avui a aquest carrer.